# Westerholte
Westerholte è una frazione (Ortsteil) del comune di Ankum, nel land della Bassa Sassonia, in Germania.

## Storia
Già comune autonomo nel circondario di Bersenbrück, fu soppresso e incorporato ad Ankum il 1º luglio 1972.